# Uvarus fastuosus
Uvarus fastuosus är en skalbaggsart som beskrevs av Olof Biström 1988. Uvarus fastuosus ingår i släktet Uvarus och familjen dykare. Inga underarter finns listade i Catalogue of Life.